# 河南戏剧演员排行榜
河南戏剧演员排行榜是由河南省戏剧家协会和中共郑州市委宣传部等机构自2005年开始每年组织评选的戏剧演员排行榜，涵盖了河南十一个剧种的戏剧演员，有“豫剧界的奥斯卡”之称。排行榜设有“梨园之星奖”、“最具实力奖”、“最具明星奖”、“最具魅力奖”、“最佳新人奖”、“特别荣誉奖”和“宝岛之星奖”。